# 孔多里山 (庫斯科大區)
15°18′35″S 71°5′23″W / 15.30972°S 71.08972°W
孔多里山（Kunturi），是秘魯的山峰，位於該國南部庫斯科大區的埃斯皮納爾省，處於亞納哈哈山東南面和皮柳內山以北，屬於安第斯山脈的一部分，海拔高度5,149米。